# Taprogge
Die Taprogge GmbH ist ein mittelständisches Unternehmen mit Sitz in Wetter (Ruhr) in Nordrhein-Westfalen. Das am 1. März 1953 vom Kaufmann Ludwig Taprogge (* 18. September 1920; † 3. Februar 2008) in Düsseldorf-Angermund gegründete Unternehmen stellt seit diesem Zeitpunkt Reinigungsanlagen und später Filter für wassergekühlte Rohrbündelwärmetauscher und Kondensatoren her. Das Familienunternehmen mit etwa 350 Mitarbeitern wird in diesem technologischen Bereich als Marktführer angesehen und besitzt Filialen und Vertretungen in vielen Ländern der Welt.

## Unternehmensentwicklung
Der Bruder des Unternehmensgründers, Josef Taprogge, entwickelte als Ingenieur für Kraftwerkstechnik im damaligen Dampfkraftwerk in Essen-Kupferdreh eine kontinuierlich arbeitende Reinigungsanlage. Er baute einen Prototyp in die Kühlwasserleitung des Kraftwerkes ein. Dieser hielt während des Betriebes der Dampfturbine den Kondensator von Verschmutzungen frei.
Das von dem Unternehmen weiterentwickelte und vermarktete Verfahren fand während der Zeit des Wirtschaftswunders durch seine Effizienz in den Kraftwerken weite Verbreitung. Die Zunahme des Wirkungsgrades innerhalb der mit den Anlagen ausgestatteten Kraftwerke beträgt seither etwa zwei bis vier Prozent, so dass sich diese Investition innerhalb weniger Monate amortisiert. Der Bekanntheitsgrad des Reinigungsverfahrens wurde in den Kreisen der Fachleute so groß, dass sich bis heute der Begriff Taprogge-Verfahren in der Fachliteratur eingebürgert hat. Das Unternehmen expandierte daher rasch. 1957 konnte bereits eine Filiale in den USA gegründet werden, 1963 folgte eine Niederlassung in Großbritannien und 1967 eine Niederlassung in Japan. Am 15. Dezember 1997 wurde als bisheriger Abschluss der chinesische Produktionsstandort in Shanghai gegründet.

## Reinigungsanlagen

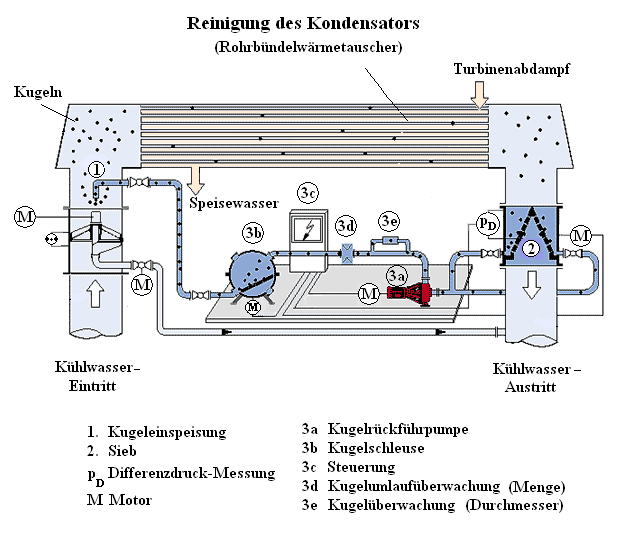
Schematische Darstellung des Reinigungsverfahrens und der Filtrationstechnik

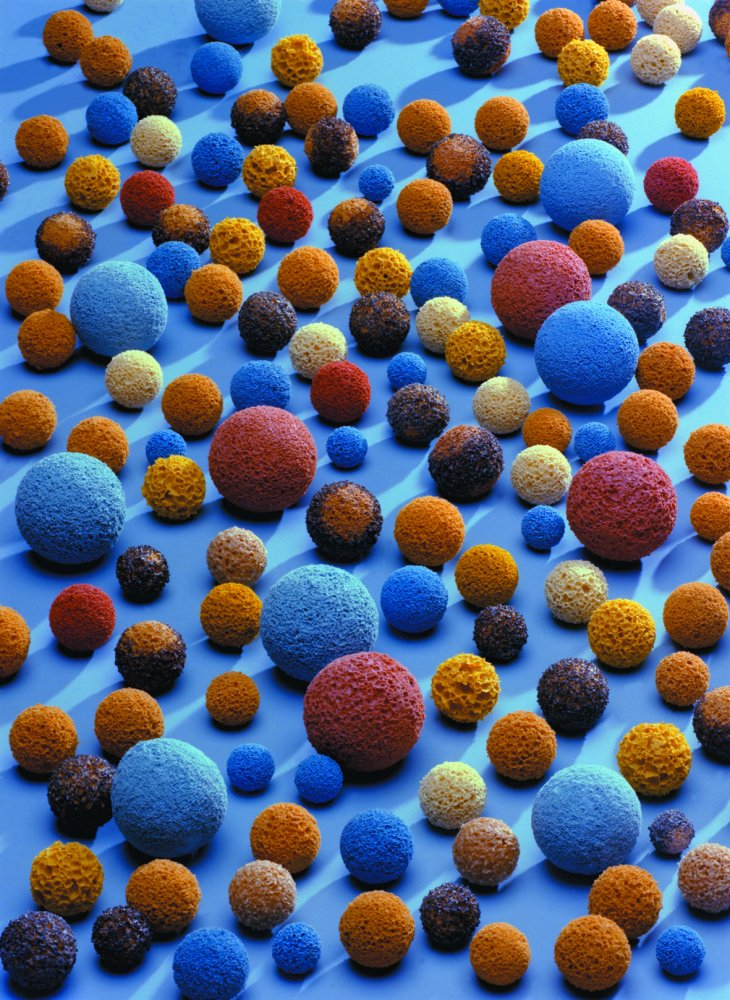
Ein Sortiment typischer Schwammgummikugeln

Das von Josef Taprogge erfundene und patentierte Verfahren sieht Schwammgummikugeln vor, die vor dem Eintritt in den Kondensator in den Strom des Kühlwassers (1) eingespeist werden. Am Austritt des Kondensators befindet sich in der anschließenden Rohrleitung ein Sieb (2), in der Nennweite der Kühlwasserleitung, das die Kugeln aus dem Wasserstrom zurückhält und in eine anschließende Rohrleitung der Nennweite DN 80 führt. Von dort aus werden sie durch eine Kreiselpumpe (3a) mit einer Leistung von vier kW und über eine Rohrleitung mit DN 80 wieder an den Ausgangsort zurückgepumpt. Um die Kugeln erstmals in diesen Kreislauf einbringen zu können, befindet sich hinter der Pumpe ein Druckbehälter mit lösbarem Deckel. Innerhalb dieses, Schleuse (3b) genannten, Druckbehälters befindet sich ebenfalls ein Sieb und eine Klappe. Bei geöffneter Klappe können die Kugeln passieren, bei geschlossener Klappe verbleiben sie in der Schleuse und können ergänzt oder ausgetauscht werden. Das Verfahren arbeitet kontinuierlich, die Rohre bleiben frei von hartnäckigen Verschmutzungen wie Schlamm, Algen, Bakterien und Kesselstein. Der Betrieb der Anlage wird über Schaugläser und elektronische Messgeräte wie beispielsweise einer Differenzdruckmessung überwacht. Die Flächen der Siebe sind auf Wellen drehbar gelagert und können bei Bedarf geschwenkt werden, um Verschmutzungen vom Wasserstrom zu beseitigen. Die Kugeln werden bei diesem Vorgang in der Schleuse gefangen. Dieser zeitaufwändige Vorgang ist automatisiert (3c), Getriebemotoren (M) betätigen die notwendigen Antriebe. Die Nennweite der Siebe hat mit den Wachstumsschüben der Kraftwerkstechnik bis heute Schritt halten können und erstreckt sich von DN 150 bis DN 4900. Für jeden Rohrdurchmesser des Wärmetauschers müssen Schwammgummikugeln mit entsprechendem Durchmesser verwendet werden, bei der Auslegung des Kugeldurchmessers ist die eventuelle Existenz von Gassenrohren mit verringertem Innendurchmesser zu berücksichtigen.
Als ein Sonderverfahren werden Reinigungsanlagen für die Meerwasserentsalzung hergestellt. Dabei wird Meerwasser erhitzt und es entsteht Sole. Sole wirkt sehr korrosiv und es müssen für derartige Anlagen besonders widerstandsfähige Werkstoffe verwendet werden. Wegen der großen Rohrdurchmesser in den Verdampfern haben die Reinigungskugeln einen Durchmesser von bis zu 45 mm.

## Filteranlagen

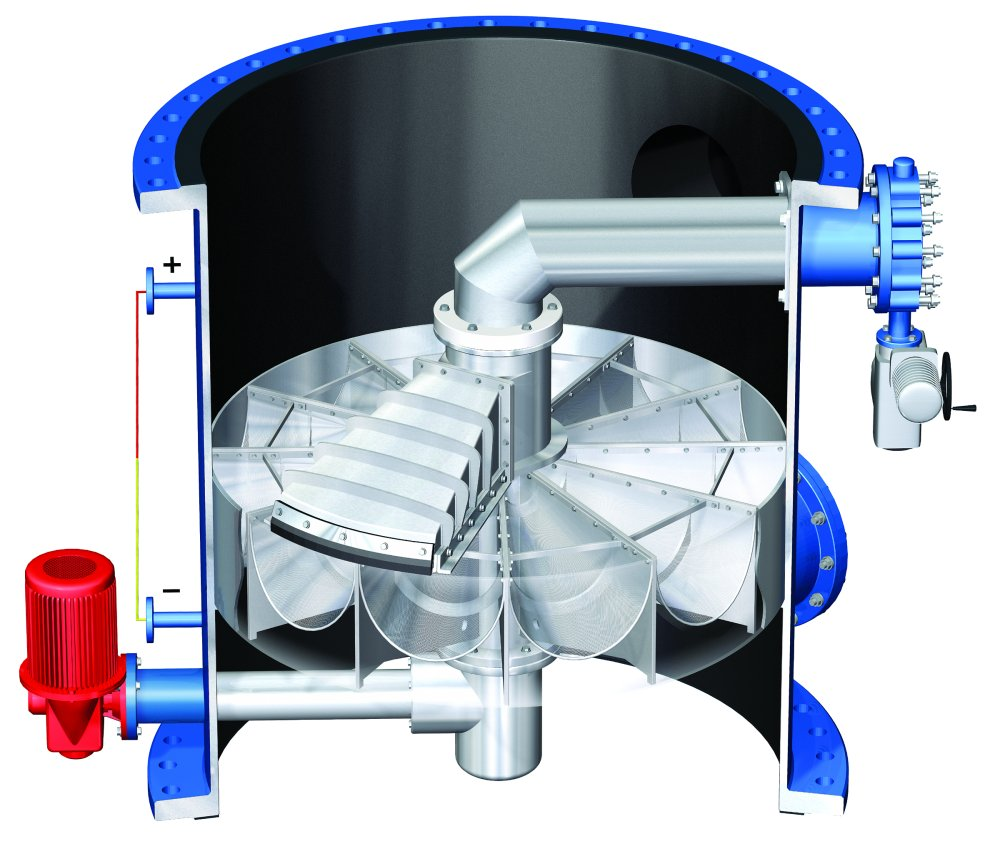
Schnittdarstellung eines Rückspülfilters in großer Nennweite

In den 1970er Jahren wurde als eine weitere Produktlinie die Entwicklung von Rückspülfiltern vorgenommen, um die Wärmetauscher und Kondensatoren vor Grobverschmutzungen wie Steine, Holzstücke, Fasern, Kunststofffolien und Muscheln zu schützen. Bei den heutigen von dem Unternehmen vermarkteten Filtern setzen sich die Fremdkörper zunächst auf der Filterfläche ab. Sobald sich zwischen Filterein- und -austritt durch die Verschmutzungen ein gewisser Differenzdruck gebildet hat, wird der Filter gespült. Dabei läuft ein elektrisch angetriebener Rotor über die Filterfläche, der mit einer Rohrleitung mit Anschluss ins Freie verbunden ist. In dieser Rohrleitung befindet sich eine Armatur, die während des Spülvorganges geöffnet wird. Durch diese Anordnung wird der angesammelte Schmutz abgesaugt und durch die Rohrleitung abtransportiert, die ihrerseits hinter dem zu schützenden Kondensator in die Hauptkühlwasserleitung oder aber zu einem Schmutzsammelbehälter führt. Auch diese Technologie fand weltweite Verbreitung in den Kraftwerken und Industrieanlagen. Die Filter werden abhängig von den zu filternden Wassermengen in Nennweiten von DN 150 bis DN 3200 hergestellt, die Filterfläche besteht aus rostfreiem Stahl mit gestanzten Löchern. Bei schwierigen Verschmutzungsfällen können Filterflächen aus Kunststoff und Gitterrosten eingesetzt werden. Als eine weitere Bauform stellt das Unternehmen Feinfilter mit Spaltweiten von 50 µm bis 1000 µm her.

## Entnahmefilter zur Vorreinigung

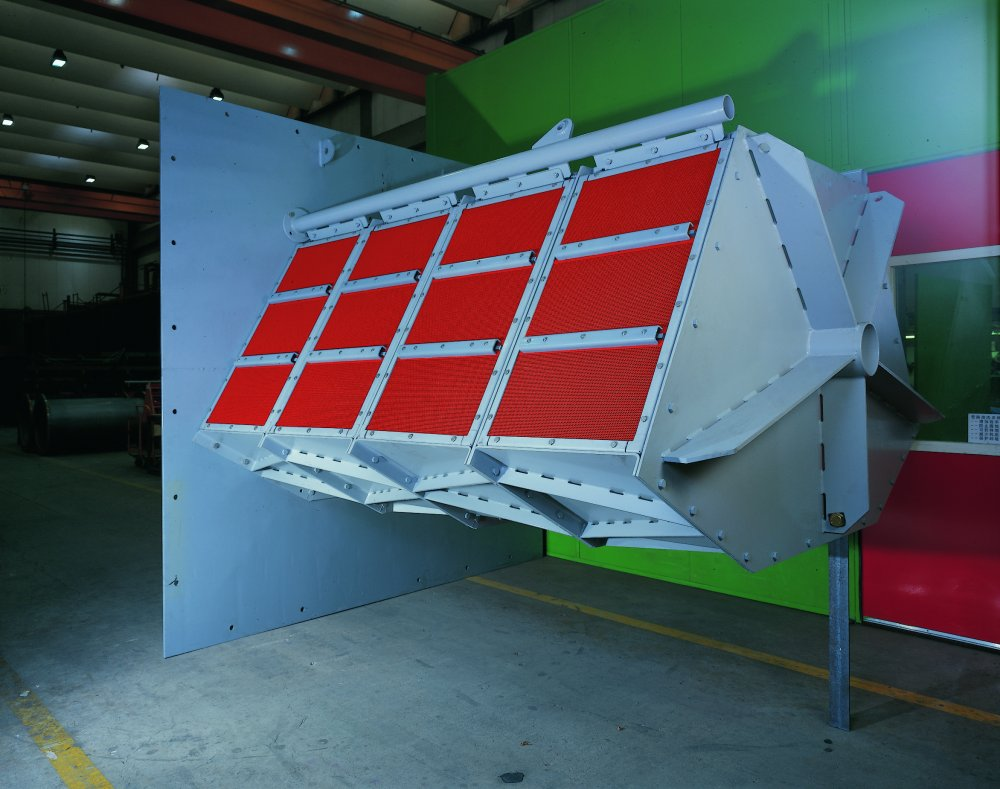
Luftgespülter Entnahmefilter der Bauart TAPIS®

Seit Ende der 1990er Jahre wird von dem Unternehmen ein weiteres Filtersystem angeboten, das Verschmutzungen schon beim Eintritt in das Kühlwassersystem zurückhält. Grundlage der Konzipierung dieses Filtersystemes war die Überlegung, die gesamte damit ausgestattete Anlage sowie ihre teilweise langen Rohrleitungen bereits bei der Entnahme des Kühlwassers vor Verschmutzungen zu schützen. Das „TAPIS®“ genannte System (Taprogge Air Powered Intake System) wird am Eintritt der Kühlwasserleitung im freien Gewässer als polyederförmiges Gehäuse mit ebenen Filterflächen installiert und regelmäßig durch Ausblasen aus einer Druckluftleitung gereinigt. Der aus rostfreiem Stahl hergestellte Filter kommt im Gegensatz zu den ebenfalls verwendeten Treibgutrechen unter Wasser ohne bewegliche Teile aus und beherrscht größte Wassermengen. Die Filterflächen bestehen aus beschichtetem Kunststoff und werden mit gebohrten Löchern versehen.

## Marktpositionierung
Die Taprogge GmbH wird in ihrem Marktsegment als Marktführer angesehen. Neben der Verbesserung des Wirkungsgrades des Kraftwerkprozesses steht bei den Kunden des Unternehmens die Verringerung der Emission von Kohlendioxid in fossil befeuerten Dampfkraftwerken im Vordergrund. In weltweit etwa 90 % aller Dampfkraftwerke sind die Reinigungs- und Filteranlagen eingebaut, hinzu kommt eine ähnlich hohe Marktdurchdringung in der Industrie. Das Unternehmen hat seinen Sitz seit 1984 in Wengern, weitere Filialen mit Produktionsstätten befinden sich u. a. in Japan, China und den USA. In über 60 Ländern bestehen Vertretungen und Niederlassungen. Die Produkte werden weitestgehend im eigenen Hause projektiert, konstruiert und auf 10.000 m² Hallenfläche hergestellt.
Seit ihrer Gründung befindet sich die Gesellschaft als Familienunternehmen im Eigentum der Familie Taprogge.